# Yvon Bourdet
Yvon Bourdet, né le 8 juin 1920 à Albussac et mort le 11 mars 2005 à Andrésy, est un résistant, professeur, historien, sociologue, militant et théoricien du marxisme autogestionnaire.

## Biographie
Pendant la Seconde Guerre mondiale, Yvon Bourdet est membre d'un groupe de Résistance catholique en Corrèze. Il devient par la suite professeur de philosophie (reçu onzième à l'agrégation en 1955), puis étudie l'histoire et la sociologie. Il a notamment travaillé sur l'austromarxisme, et a dans ce cadre édité des textes de Max Adler et Otto Bauer. Il est maître de recherche au CNRS.
Militant du groupe marxiste Socialisme ou barbarie à partir de 1964, il est ensuite très investi dans la revue Arguments, animée par Edgar Morin, Kostas Axelos et Jean Duvignaud. Il se consacre ensuite à l'autogestion, dont il fait la promotion par le biais d'une revue qui porte ce nom.
Yvon Bourdet a écrit dans la revue Études de marxologie dirigée par Maximilien Rubel, ainsi que dans Arguments et Autogestion et socialisme.

## Publications
- Communisme et marxisme, notes critiques de sociologie politique, M. Brient et Cie, 1963
- La délivrance de Prométhée : pour une théorie politique de l'autogestion, Éditions Anthropos, 1970
- Avec Georges Haupt, Felix Kreissler et Herbert Steiner : Dictionnaire biographique du mouvement ouvrier international, Autriche, Les Éditions ouvrières, 1971
- Figures de Lukács, Éditions Anthropos, 1972
- Pour l'autogestion, Éditions Anthropos, 1974
- Avec Alain Guillerm : L'Autogestion, Seghers, 1975
- Qu'est-ce qui fait courir les militants ? : analyse sociologique des motivations et des comportements, Stock, 1976
- Éloge du patois ou l'Itinéraire d'un Occitan : récit, Éditions Galilée, 1977
- L'Espace de l'autogestion : le capital, la capitale, Éditions Galilée, 1978

## Sources
- Dictionnaire biographique du mouvement ouvrier français
- Bibliothèque nationale de France